# Krumbach (Vorarlberg)
Krumbach è un comune austriaco di 1 001 abitanti nel distretto di Bregenz, nel Vorarlberg.